# Toya hispijimena
Toya hispijimena är en insektsart som beskrevs av Asche 1980. Toya hispijimena ingår i släktet Toya och familjen sporrstritar.
Artens utbredningsområde är Spanien. Inga underarter finns listade i Catalogue of Life.